# Clermont-les-Fermes
Clermont-les-Fermes es una comuna francesa, situada en el departamento de Aisne, de la región de Alta Francia.

## Demografía
| 309 | 301 | 193 | 164 | 130 | 131 | 121 | 126 |
| Para los censos de 1962 a 1999 la población legal corresponde a la población sin duplicidades (Fuente: INSEE [Consultar]) |     |     |     |     |     |     |     |